# Landtagswahl in Baden-Württemberg 2006
- SPD: 38
- Grüne: 17
- FDP: 15
- CDU: 69

Die Landtagswahl in Baden-Württemberg 2006 fand am 26. März statt. Die CDU unter dem seit 2005 amtierenden Ministerpräsidenten Günther Oettinger erlitt mit 44,2 % leichte Stimmenverluste, die SPD unter der Landesvorsitzenden Ute Vogt stürzte auf 25,2 % ab und erzielte – nach 1996 – ihr bis dahin zweitschlechtestes Wahlergebnis in Baden-Württemberg. Die Grünen erreichten mit 11,7 % ihr bis dahin zweitbestes Wahlergebnis nach 1996 und wurden erneut drittstärkste Partei. Ebenfalls zulegen konnte die FDP/DVP, die auf 10,7 % kam, was ihr bestes Ergebnis seit 1968 darstellt und erstmals seit dieser Zeit auch wieder im zweistelligen Bereich lag. Die CDU und die FDP/DVP setzten ihre Koalition unter Günther Oettinger, später dann unter Stefan Mappus fort. (Kabinett Oettinger II, Kabinett Mappus).
Neben den vier im Landtag vertretenen Parteien konnten nur WASG und Republikaner flächendeckend gewählt werden. Die WASG erzielte mit 3,1 % von den Sonstigen das beste Resultat. Die Republikaner, die von 1992 bis 2001 im Landtag vertreten waren und 2001 mit 4,4 % knapp an der Fünf-Prozent-Hürde gescheitert waren, erlitten abermals Stimmenverluste und kamen auf 2,5 %. Lediglich im Wahlkreis Kirchheim erzielten sie noch mehr als 5 %.
Der ödp gelang es nicht mehr – im Gegensatz zu 1992, 1996 und 2001 –, flächendeckend anzutreten, obwohl sie bei dieser Wahl von der Familien-Partei Deutschlands (FAMILIE) unterstützt worden war. Mit 0,5 % war ihr Ergebnis erneut rückläufig. Unter den „Sonstigen“ belegte sie erstmals nur Platz fünf, hinter WASG, REP, NPD und PBC. Die Tierschutzpartei erreichte – wie bereits 1996 und 2001 – 0,2 %.
Mit Ausnahme des Wahlkreises Mannheim I konnte die CDU alle Direktmandate holen. Die SPD wurde mancherorts nur drittstärkste Partei; so landete sie in Biberach und Tübingen hinter den Grünen und in Freudenstadt hinter der FDP.
In den insgesamt 70 Wahlkreisen Baden-Württembergs waren 7.519.048 Bürger wahlberechtigt. Die Wahlbeteiligung fiel mit 53,4 % deutlich geringer aus als in den vergangenen Wahlen. Besonders bei den unter 30-Jährigen lag die Beteiligung nur bei 33 %. Der Frauenanteil im Landtag stieg bei den Wahlen von 21,8 % auf 23,7 %. Damit waren 33 der 139 gewählten Landtagsabgeordneten Frauen.

## Ergebnis
| Partei                             | Stimmen   | Anteil           | Sitze | Kreis- wahl- vor- schläge | Direkt- Mandate | Sitze 2001 |
| CDU                                | 1.748.766 | 44,15 %          | 69    | 70                        | 69              | 63         |
| SPD                                | 996.207   | 25,15 %          | 38    | 70                        | 1               | 45         |
| Grüne                              | 462.889   | 11,69 %          | 17    | 70                        |                 | 10         |
| FDP                                | 421.994   | 10,65 %          | 15    | 70                        |                 | 10         |
| WASG                               | 121.753   | 3,07 %           |       | 70                        |                 |            |
| REP                                | 100.081   | 2,53 %           |       | 70                        |                 |            |
| NPD                                | 29.219    | 0,74 %           |       | 52                        |                 |            |
| PBC                                | 26.759    | 0,68 %           |       | 47                        |                 |            |
| ödp                                | 21.761    | 0,55 %           |       | 56                        |                 |            |
| Die Tierschutzpartei               | 8.279     | 0,21 %           |       | 17                        |                 |            |
| ADM                                | 7.410     | 0,19 %           |       | 27                        |                 |            |
| GRAUE                              | 5.915     | 0,15 %           |       | 11                        |                 |            |
| AGFG                               | 866       | 0,02 %           |       | 4                         |                 |            |
| Deutschland                        | 767       | 0,02 %           |       | 2                         |                 |            |
| Die PARTEI                         | 742       | 0,02 %           |       | 3                         |                 |            |
| UNABHÄNGIGE                        | 556       | 0,01 %           |       | 1                         |                 |            |
| ZENTRUM                            | 433       | 0,01 %           |       | 2                         |                 |            |
| Demokratische Protest Partei (DPP) | 182       | <0,01 %          |       | 1                         |                 |            |
| RSB                                | 144       | <0,01 %          |       | 2                         |                 |            |
| Einzelbewerber                     | 5.892     | 0,15 %           |       | 6                         |                 |            |
| gültige Stimmen                    | 3.960.615 | 100,00 % 98,71 % | 139   | 651                       | 70              | 128        |
| ungültige Stimmen                  | 51.826    | 1,29 %           |       |                           |                 |            |
| Wähler Wahlbeteiligung             | 4.012.441 | 100,00 % 53,38 % |       |                           |                 |            |
| Wahlberechtigte                    | 7.516.919 |                  |       |                           |                 |            |

|                                 | Regierungsbezirk Stuttgart                      | Regierungsbezirk Stuttgart                      | Regierungsbezirk Stuttgart                      | Regierungsbezirk Stuttgart                      | Regierungsbezirk Stuttgart                      | Regierungsbezirk Karlsruhe                                                                        | Regierungsbezirk Karlsruhe                                                                        | Regierungsbezirk Karlsruhe                                                                        | Regierungsbezirk Karlsruhe                                                                        | Regierungsbezirk Karlsruhe                                                                        | Regierungsbezirk Freiburg                                                | Regierungsbezirk Freiburg                                                | Regierungsbezirk Freiburg                                                | Regierungsbezirk Freiburg                                                | Regierungsbezirk Freiburg                                                | Regierungsbezirk Tübingen | Regierungsbezirk Tübingen | Regierungsbezirk Tübingen | Regierungsbezirk Tübingen | Regierungsbezirk Tübingen |
| Anzahl/ Stimmen                 | %                                               | Kreis- wahl- vor- schläge                       | Direkt- man- date                               | Sitze                                           | Anzahl/ Stimmen                                 | %                                                                                                 | Kreis- wahl- vor- schläge                                                                         | Direkt- man- date                                                                                 | Sitze                                                                                             | Anzahl/ Stimmen                                                                                   | %                                                                        | Kreis- wahl- vor- schläge                                                | Direkt- man- date                                                        | Sitze                                                                    | Anzahl/ Stimmen                                                          | %                         | Kreis- wahl- vor- schläge | Direkt- man- date         | Sitze                     |                           |
| ------------------------------- | ----------------------------------------------- | ----------------------------------------------- | ----------------------------------------------- | ----------------------------------------------- | ----------------------------------------------- | ------------------------------------------------------------------------------------------------- | ------------------------------------------------------------------------------------------------- | ------------------------------------------------------------------------------------------------- | ------------------------------------------------------------------------------------------------- | ------------------------------------------------------------------------------------------------- | ------------------------------------------------------------------------ | ------------------------------------------------------------------------ | ------------------------------------------------------------------------ | ------------------------------------------------------------------------ | ------------------------------------------------------------------------ | ------------------------- | ------------------------- | ------------------------- | ------------------------- | ------------------------- |
| Wahlberechtigte                 | 2.743.921                                       |                                                 |                                                 |                                                 |                                                 | 1.925.876                                                                                         |                                                                                                   |                                                                                                   |                                                                                                   |                                                                                                   | 1.570.429                                                                |                                                                          |                                                                          |                                                                          |                                                                          | 1.276.693                 |                           |                           |                           |                           |
| Wähler                          | 1.531.766                                       | 55,8                                            |                                                 |                                                 |                                                 | 991.591                                                                                           | 51,5                                                                                              |                                                                                                   |                                                                                                   |                                                                                                   | 791.440                                                                  | 50,4                                                                     |                                                                          |                                                                          |                                                                          | 697.644                   | 54,6                      |                           |                           |                           |
| Gültige Stimmen                 | 1.514.845                                       | 98,9                                            |                                                 |                                                 |                                                 | 976.535                                                                                           | 98,5                                                                                              |                                                                                                   |                                                                                                   |                                                                                                   | 780.104                                                                  | 98,6                                                                     |                                                                          |                                                                          |                                                                          | 689.131                   | 98,8                      |                           |                           |                           |
|                                 |                                                 |                                                 |                                                 |                                                 |                                                 |                                                                                                   |                                                                                                   |                                                                                                   |                                                                                                   |                                                                                                   |                                                                          |                                                                          |                                                                          |                                                                          |                                                                          |                           |                           |                           |                           |                           |
| CDU                             | 651.530                                         | 43,0                                            | 26                                              | 26                                              | 26                                              | 424.236                                                                                           | 43,4                                                                                              | 19                                                                                                | 18                                                                                                | 18                                                                                                | 343.679                                                                  | 44,1                                                                     | 14                                                                       | 14                                                                       | 14                                                                       | 329.321                   | 47,8                      | 11                        | 11                        | 11                        |
| SPD                             | 396.288                                         | 26,2                                            | 26                                              |                                                 | 15                                              | 267.694                                                                                           | 27,4                                                                                              | 19                                                                                                | 1                                                                                                 | 11                                                                                                | 187.333                                                                  | 24,0                                                                     | 14                                                                       |                                                                          | 7                                                                        | 144.892                   | 21,0                      | 11                        |                           | 5                         |
| Grüne                           | 165.286                                         | 10,9                                            | 26                                              |                                                 | 6                                               | 101.834                                                                                           | 10,4                                                                                              | 19                                                                                                |                                                                                                   | 4                                                                                                 | 101.613                                                                  | 13,0                                                                     | 14                                                                       |                                                                          | 4                                                                        | 94.156                    | 13,7                      | 11                        |                           | 3                         |
| FDP/DVP                         | 168.093                                         | 11,1                                            | 26                                              |                                                 | 6                                               | 103.952                                                                                           | 10,6                                                                                              | 19                                                                                                |                                                                                                   | 4                                                                                                 | 85.835                                                                   | 11,0                                                                     | 14                                                                       |                                                                          | 3                                                                        | 64.114                    | 9,3                       | 11                        |                           | 2                         |
| WASG                            | 44.106                                          | 2,9                                             | 26                                              |                                                 |                                                 | 35.594                                                                                            | 3,6                                                                                               | 19                                                                                                |                                                                                                   |                                                                                                   | 23.438                                                                   | 3,0                                                                      | 14                                                                       |                                                                          |                                                                          | 18.615                    | 2,7                       | 11                        |                           |                           |
| REP                             | 47.445                                          | 3,1                                             | 26                                              |                                                 |                                                 | 23.269                                                                                            | 2,4                                                                                               | 19                                                                                                |                                                                                                   |                                                                                                   | 13.704                                                                   | 1,8                                                                      | 14                                                                       |                                                                          |                                                                          | 15.663                    | 2,3                       | 11                        |                           |                           |
| NPD                             | 12.977                                          | 0,9                                             | 24                                              |                                                 |                                                 | 5.106                                                                                             | 0,5                                                                                               | 10                                                                                                |                                                                                                   |                                                                                                   | 4.977                                                                    | 0,6                                                                      | 7                                                                        |                                                                          |                                                                          | 6.159                     | 0,9                       | 11                        |                           |                           |
| PBC                             | 10.542                                          | 0,7                                             | 17                                              |                                                 |                                                 | 6.677                                                                                             | 0,7                                                                                               | 9                                                                                                 |                                                                                                   |                                                                                                   | 5.700                                                                    | 0,7                                                                      | 13                                                                       |                                                                          |                                                                          | 3.840                     | 0,6                       | 8                         |                           |                           |
| ödp                             | 8.991                                           | 0,6                                             | 24                                              |                                                 |                                                 | 2.604                                                                                             | 0,3                                                                                               | 9                                                                                                 |                                                                                                   |                                                                                                   | 3.979                                                                    | 0,5                                                                      | 12                                                                       |                                                                          |                                                                          | 6.187                     | 0,9                       | 11                        |                           |                           |
| Tierschutzpartei                | 2.336                                           | 0,2                                             | 5                                               |                                                 |                                                 | 2.443                                                                                             | 0,3                                                                                               | 5                                                                                                 |                                                                                                   |                                                                                                   | 2.972                                                                    | 0,4                                                                      | 6                                                                        |                                                                          |                                                                          | 528                       | 0,1                       | 1                         |                           |                           |
| ADM                             | 1.392                                           | 0,1                                             | 7                                               |                                                 |                                                 | 1.199                                                                                             | 0,1                                                                                               | 6                                                                                                 |                                                                                                   |                                                                                                   | 2.102                                                                    | 0,3                                                                      | 9                                                                        |                                                                          |                                                                          | 2.717                     | 0,4                       | 5                         |                           |                           |
| Graue                           | 4.435                                           | 0,3                                             | 9                                               |                                                 |                                                 | 810                                                                                               | 0,1                                                                                               | 1                                                                                                 |                                                                                                   |                                                                                                   |                                                                          |                                                                          | —                                                                        |                                                                          |                                                                          | 670                       | 0,1                       | 1                         |                           |                           |
| AGFG                            | 194                                             | 0,0                                             | 1                                               |                                                 |                                                 | 300                                                                                               | 0,0                                                                                               | 1                                                                                                 |                                                                                                   |                                                                                                   |                                                                          |                                                                          | —                                                                        |                                                                          |                                                                          | 372                       | 0,1                       | 2                         |                           |                           |
| Deutschland                     | 353                                             | 0,0                                             | 1                                               |                                                 |                                                 |                                                                                                   |                                                                                                   | —                                                                                                 |                                                                                                   |                                                                                                   |                                                                          |                                                                          | —                                                                        |                                                                          |                                                                          | 414                       | 0,1                       | 1                         |                           |                           |
| Die Partei                      |                                                 |                                                 | —                                               |                                                 |                                                 | 200                                                                                               | 0,0                                                                                               | 1                                                                                                 |                                                                                                   |                                                                                                   | 542                                                                      | 0,1                                                                      | 2                                                                        |                                                                          |                                                                          |                           |                           | —                         |                           |                           |
| Unabhängige                     |                                                 |                                                 | —                                               |                                                 |                                                 |                                                                                                   |                                                                                                   | —                                                                                                 |                                                                                                   |                                                                                                   |                                                                          |                                                                          | —                                                                        |                                                                          |                                                                          | 556                       | 0,1                       | 1                         |                           |                           |
| Zentrum                         |                                                 |                                                 | —                                               |                                                 |                                                 | 291                                                                                               | 0,0                                                                                               | 1                                                                                                 |                                                                                                   |                                                                                                   |                                                                          |                                                                          | —                                                                        |                                                                          |                                                                          | 142                       | 0,0                       | 1                         |                           |                           |
| DPP                             |                                                 |                                                 | —                                               |                                                 |                                                 | 182                                                                                               | 0,0                                                                                               | 1                                                                                                 |                                                                                                   |                                                                                                   |                                                                          |                                                                          | —                                                                        |                                                                          |                                                                          |                           |                           | —                         |                           |                           |
| RSB                             |                                                 |                                                 | —                                               |                                                 |                                                 | 144                                                                                               | 0,0                                                                                               | 2                                                                                                 |                                                                                                   |                                                                                                   |                                                                          |                                                                          | —                                                                        |                                                                          |                                                                          |                           |                           | —                         |                           |                           |
| Einzelbewerber                  | 877                                             | 0,1                                             | 1                                               |                                                 |                                                 |                                                                                                   |                                                                                                   | —                                                                                                 |                                                                                                   |                                                                                                   | 4.230                                                                    | 0,5                                                                      | 3                                                                        |                                                                          |                                                                          | 785                       | 0,1                       | 2                         |                           |                           |
| Überhang- und Ausgleichsmandate | CDU: 4 Überhangmandate SPD: 2 Ausgleichsmandate | CDU: 4 Überhangmandate SPD: 2 Ausgleichsmandate | CDU: 4 Überhangmandate SPD: 2 Ausgleichsmandate | CDU: 4 Überhangmandate SPD: 2 Ausgleichsmandate | CDU: 4 Überhangmandate SPD: 2 Ausgleichsmandate | CDU: 4 Überhangmandate SPD: 2 Ausgleichsmandate Grüne: 1 Ausgleichsmandat FDP: 1 Ausgleichsmandat | CDU: 4 Überhangmandate SPD: 2 Ausgleichsmandate Grüne: 1 Ausgleichsmandat FDP: 1 Ausgleichsmandat | CDU: 4 Überhangmandate SPD: 2 Ausgleichsmandate Grüne: 1 Ausgleichsmandat FDP: 1 Ausgleichsmandat | CDU: 4 Überhangmandate SPD: 2 Ausgleichsmandate Grüne: 1 Ausgleichsmandat FDP: 1 Ausgleichsmandat | CDU: 4 Überhangmandate SPD: 2 Ausgleichsmandate Grüne: 1 Ausgleichsmandat FDP: 1 Ausgleichsmandat | CDU: 3 Überhangmandate SPD: 1 Ausgleichsmandat Grüne: 1 Ausgleichsmandat | CDU: 3 Überhangmandate SPD: 1 Ausgleichsmandat Grüne: 1 Ausgleichsmandat | CDU: 3 Überhangmandate SPD: 1 Ausgleichsmandat Grüne: 1 Ausgleichsmandat | CDU: 3 Überhangmandate SPD: 1 Ausgleichsmandat Grüne: 1 Ausgleichsmandat | CDU: 3 Überhangmandate SPD: 1 Ausgleichsmandat Grüne: 1 Ausgleichsmandat |                           |                           |                           |                           |                           |